# Горячая трещина
Горя́чая тре́щина — хрупкое межкристаллическое разрушение металла шва и зоны термического влияния, возникающее в твёрдо-жидком состоянии при завершении кристаллизации, а также в твёрдом состоянии при высоких температурах на этапе преимущественного развития межзёренной деформации. Они могут возникать при неблагоприятном сочетании некоторых факторов, связанных с понижением деформационной способности металла вследствие наличия в структуре легкоплавких эвтектик, дефектов кристаллического строения, выделения хрупких фаз, включения водорода (водородная болезнь) и т. д.

## Причины образования
Трещины различают по внешним и внутренним причинам их образования.
Внешними причинами образования трещин является сегрегация таких примесей, как сера, фосфор или кислород и окислы, то есть элементов, которые не вводятся специально в металл сварного шва, а попадают в него как сопутствующие элементы или в результате неоптимальных металлургических реакций. Они могут также попадать в металл сварного шва из переплавленного основного металла.
Внутренние причины возникают в результате реакций элементов, специально вводимых в металл сварного шва. Имеется в виду сегрегация ниобия, хрома, молибдена, бора и т. д.
Так же причинами образования горячих трещин являются напряжения как внутренние, так и внешние.

## Виды трещин
Выделяют 2 вида горячих трещин:
- кристаллизационные
- полигонизационные (подсолидусные)

Кристаллизационные трещины образуются при температурах, превышающих температуру солидуса.
Полигонизационные трещины образуются после завершения первичной кристаллизации вследствие возникновения в структуре вторичных полигонизационных границ. Дефекты типа горячих трещин обнаруживаются как в металле шва, так и в металле околошовного участка ЗТВ, вблизи линии сплавления.